# Vickers Wellington
Виккерс Веллингтон (англ. Vickers Wellington) — британский двухмоторный бомбардировщик, широко использовался в первые два года Второй мировой войны, после чего был заменён более крупными четырёхмоторными самолётами, такими как Авро Ланкастер, и использовался главным образом в транспортных операциях. Был широко известен как Вимпи (англ. the Wimpy), прозванным так в честь Дж. Веллингтона Вимпи (англ. J. Wellington Wimpy), персонажа мультфильма «Попай».

## Разработка
В октябре 1932 года Министерство Авиации выдало спецификацию В.9/32 на создание дневного двухмоторного бомбардировщика, с бомбовой нагрузкой 450 кг (1000 фунтов) и радиусом действия 1150 км (720 миль), при этом вес пустого самолёта не должен был превышать 2 900 кг (6 300 lb) в соответствии с Женевской конвенцией о разоружении. В 1934 году, когда стало ясно о бесперспективности принятия конвенции, требование об ограничении веса было снято. Первоначальное ограничение по весу вынудило применить маломощные двигатели, но опционально предлагалось установить на самолёт двигатели Rolls-Royce Goshawk мощностью около 600 л. с., на которые Министерство Авиации тогда возлагало большие надежды.
29 мая 1933 года были объявлены победители тендера по этой спецификации — фирмы «Handley Page» с её моделью HP52, развившейся позднее в Хендли Пейдж Хемпден, и «Виккерс» с прототипом Виккерс Тип 271 (первоначально называвшемся Креси (англ. Crecy)), и был выдан заказ на постройку по одному опытному образцу обеим фирмам, в качестве силовой установки был утверждён двигатель Роллс-Ройс «Госхок».
Виккерс Тип 271 был разработан в конструкторском бюро «Виккерс-Армстронг авиэйшн уоркс» в Вейбридже, главным конструктором которого был Реджинальд Пирсон, а главным инженером — Барнс Невилл Уоллис. Главной особенностью самолёта была конструкция фюзеляжа и крыла — пространственная рама из диагональных дюралюминиевых балок, обтянутая тканевой обшивкой. Эта конструкция была разработана Барнсом Уоллисом, ранее занимавшимся созданием дирижаблей и запатентована им под названием «геодезической».
Тип 271 был впервые поднят в воздух 15 июня 1936 года шеф-пилотом «Виккерс-Армстронга» капитаном Джозефом Саммерсом и после многочисленных доработок был принят на вооружение 15 августа 1936 года. Самолёт получил название Веллингтон — в честь Артура Уэлсли, 1-го герцога Веллингтон, как и другой самолёт фирмы «геодезической» конструкции — «Уэлсли». Названия этих самолётов так же начинаются на W — первую букву фамилии Барнса Уоллиса.

## Конструкция (Mk IC)

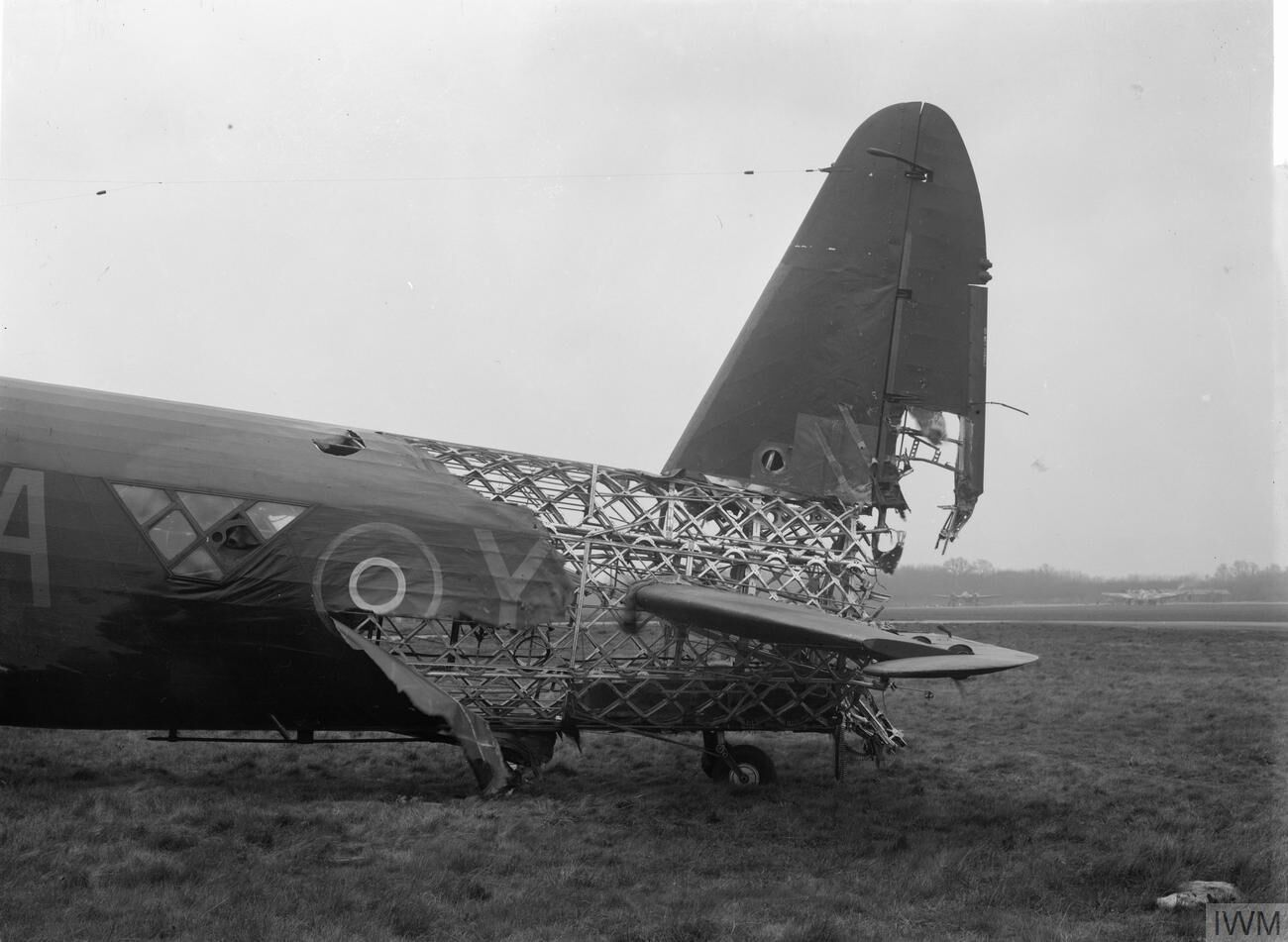
Виккерс Веллингтон Mk X, HE239, Канадские королевские ВВС 9 апреля 1943 г. Хорошо видны геодезический набор корпуса и уровень повреждений, который он способен получить без ущерба для общей целостности

Самолёт представляет собой моноплан со среднерасположеным крылом. Основу стального каркаса фюзеляжа составляли 8 силовых шпангоутов, соединённых 4 трубчатыми стрингерами. К ним крепились диагонально расположенные многочисленные лёгкие тонкие профили, образуя форму и придавая конструкции легкость и одновременную прочность. Поверх геодезического набора крепились несиловые деревянные стрингеры, на которые натягивалась полотняная обшивка. Такая конструкция придавала самолёту необыкновенную живучесть, поскольку каждый элемент геодезического набора мог воспринимать нагрузку других элементов, в том числе с противоположной стороны фюзеляжа. Поэтому Веллингтоны могли возвращаться с боевых вылетов с огромными повреждениями, фатальными для других типов самолётов.
Одновременно геодезический набор обеспечивает большое внутреннее пространство и малый вес всей конструкции, что позволяло осуществлять беспрепятственный проход вдоль всего фюзеляжа и многократно увеличить внутреннюю бомбовую нагрузку по сравнению с первоначальным проектом.
Крыло двухлонжеронное, также геодезической конструкции с полотняной обшивкой. Состояло из центроплана и двух отъемных консолей. Большой внутренний объём крыла предоставлял много места для размещения топливных баков. 12 топливных баков располагались в центроплане вне мотогондол — по 6 слева и справа между передней кромкой крыла и лонжеронами, ещё 2 бака — в верхней половине задней части мотогондол. Общая ёмкость составляла 3408 л, в бомбоотсеке вместо бомб можно было подвесить ещё дополнительные баки ёмкостью до 2523 л. Топливные баки протектированые, имелась система заполнения их углекислотой.
Основные стойки шасси с масляно-пневматической амортизацией, пневматическими тормозами, убирались в мотогондолы с помощью гидропривода. Хвостовая стойка убиралась в фюзеляж.
Экипаж самолёта состоял из шести человек: пилот сидел слева в одноместной пилотской кабине, за которой в своих отсеках размещались радист и штурман-бомбардир, по одному стрелку в передней и задней башнях, ещё один стрелок в фюзеляже.
Все кабины и стрелковые башни отапливались теплым воздухом, в середине фюзеляжа имелся туалет.
В трёхсекционном бомбоотсеке размещалось до 18 бомб калибром 113 кг или, в односекционном отсеке, — бомба калибра 1814 кг. В бомбоотсеке размещались надувные мешки, удерживающие некоторое время самолёт на плаву в случае приводнения.

## Модификации
Бомбардировщики имели в обозначении букву B, самолёты Берегового Командования — GR, эти обозначения, также как и Mk (англ. Mark), часто опускались.

Модификации самолёта Виккерс Веллингтон

Тип 271Первый прототип.
Тип 285 Веллингтон B Мк IПредсерийный образец. Оснащен двумя радиальными двигателями Бристоль Пегас X.
Тип 290 Веллингтон B Мк I180 самолётов. Первая серийная модель. Оснащен двумя радиальными двигателями Бристоль Пегас XVIII мощностью по 1050 л. с. каждый. Вооружен пулеметными турелями «Виккерс» с ручным приводом.
Тип 408 Веллингтон B Мк IA183 самолёта. Основное отличие от типа 290 — оборонительное стрелковое вооружение из трёх механизированных турелей «Фрэзер-Нэш» (носовая FN5, хвостовая FN10 и убирающаяся подфюзеляжная FN9).
Тип 418 Веллингтон DWI Mark I4 самолёта Мк IA, переделанные в тральщики. Для воздействия на неконтактные морские мины, в индукционной катушке в виде кольца диаметром 15 м, расположенной под фюзеляжем, индуцировалось магнитное поле. Для выработки энергии установлены вспомогательный бензиновый двигатель и электрогенератор. Буквы DWI в обозначении означают (англ. Directional Wireless Installation) — направленная беспроводная установка, для сохранения в секрете настоящего назначения катушки индуктивности.
Тип 406 Веллингтон B Мк II400 самолётов. Модель с рядными двигателями Роллс-Ройс Мерлин X мощностью 1145 л. с. (855 кВт).
Тип 410 Веллингтон B Мк IC2685 самолётов. Первая массовая модификация. Отличается большим количеством изменений и доработок: полностью переделана гидросистема, электросеть напряжением 24 В вместо 12 В. Окончательно исчезает подфюзеляжная стрелковая башня, вместо неё устанавливаются одиночные пулеметы в длинных окнах вдоль фюзеляжа. Экипаж состоит из 6-и человек. Двигатели Бристоль Пегас XVIII, такие же как на Мк I и Мк IA. Последующие модификации самолёта (кроме Мк V и Мк VI) отличались лишь двигателями или вооружением.
Тип 417 Веллингтон B Мк III1519 самолётов. Модификация самолёта, появившаяся в 1941 г. Двигатели — радиальные Бристоль Геркулес III (1390 л. с. каждый). Задняя стрелковая башня заменена на 4-пулеметную FN20A.
Тип 424 Веллингтон B Мк IV220 самолётов. Модификация, оснащенная американскими звездообразными двигателями Пратт & Уитни Твин Уосп мощностью по 1200 л. с. превосходила все остальные модификации по скорости (481 км/ч) и незначительно — по дальности.
Тип 407 и Тип 421 Веллингтон Мк Vвторой и первый прототипы соответственно. Всего построены 3 самолёта. Высотная модификация с турбонаддувными двигателями Бристоль Геркулес VIII, оснащалась гермокабинами.
Тип 442 Веллингтон B Мк VI63 самолёта. Высотная модификация с увеличенным размахом крыла и оснащенная гермокабинами. Двигатели — 1600-сильные Роллс-Ройс Мерлин R6SM.
Тип 416 Веллингтон Мк VIIэкспериментальный Мк II, вооружённый 40 мм пушкой Виккерс S.
Тип 429 Веллингтон GR Mk VIII394 самолёта. Мк IC, переделанный в бомбардировщик-торпедоносец для службы в Береговом Командовании. Оснащен РЛС ASV II.
Тип 437 Веллингтон Мк IXодин Мк IC, переоборудованный для высадки десанта.
Тип 440/448 Веллингтон B Мк XПоследняя модификация бомбардировщика, появившаяся осенью 1942 г., отличалась от Мк III лишь более мощными двигателями Геркулес (1675 л. с.), так же выпускался как торпедоносец (Мк X тип 423). Последний, 3804-й самолёт этой модификации, выпущенный 25 октября 1945 г. стал и последним, 11464-м выпущенным Веллингтоном.
Тип 454/458/459 Веллингтон GR Mk XI180 самолётов. Морская версия B Мк X, оснащенная радаром ASV II с мачтовыми антеннами. Стрелковое оборонительное вооружение состояло только из носовой стрелковой башни.
Тип 455 Веллингтон GR Mk XII58 самолётов. Морская версия B Мк X, вооружённая торпедами и оснащенная радаром ASV III с антенной под обтекателем. Стрелковое вооружение — один носовой пулемет.
Тип 466 Веллингтон GR Mk XIII844 самолёта. Морская версия B Мк X, оснащенная радаром ASV II. Стрелковое вооружение — носовая башенка.
Тип 467 Веллингтон GR Mk XIV841 самолёт. Морская версия B Мк X, оснащенная радаром ASV III и подкрыльевыми направляющими для запуска неуправляемых ракет.
Веллингтон C Mk XV21 самолёт. Mark IA, переделанный в невооруженный военно-транспортный самолёт, вместимость 18 солдат.
Веллингтон C Mk XVI41 самолёт. Mark IC, переделанный в невооруженный военно-транспортный самолёт, вместимость 18 солдат.
Тип 487 Веллингтон T Mk XVII/Тип 490 Веллингтон T Mk XVIIIпостроено около 80 самолётов, ещё несколько переделано из бомбардировщиков. Тренировочные самолёты, оснащенные радаром для подготовки экипажей ночных истребителей.

## Боевое применение

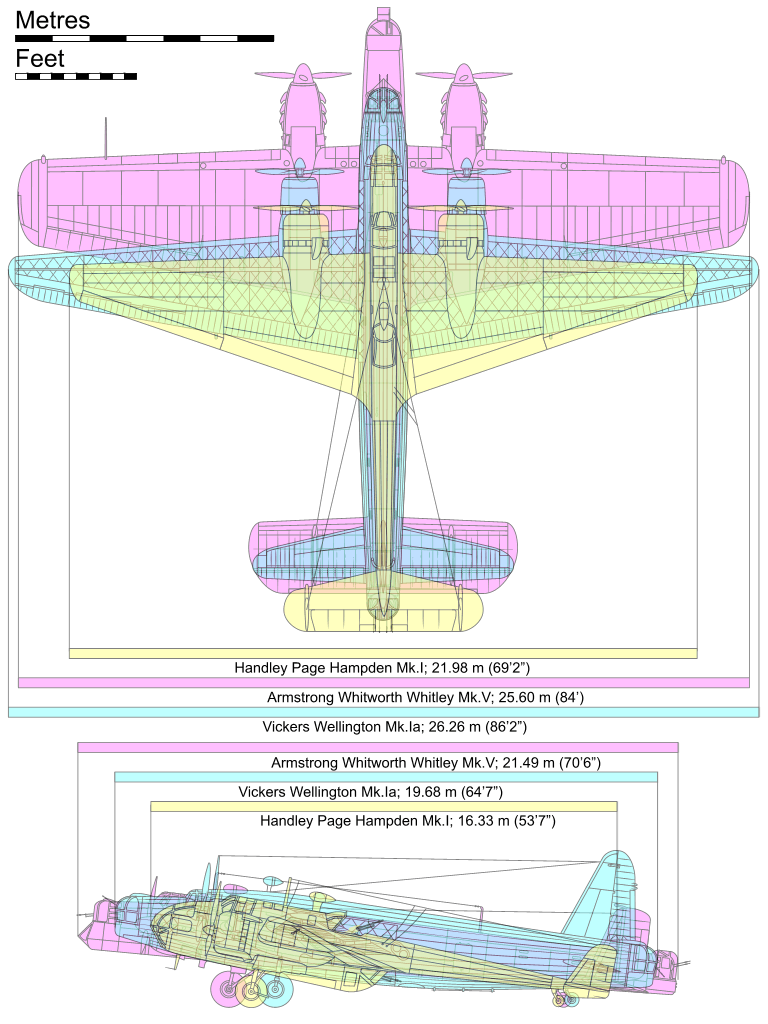
Сравнительные размеры трёх британских двухмоторных бомбардировщиков начального периода войны — Виккерс Веллингтон, Хендли Пейдж Хемпден и Армстронг Уитворт Уитли

К 3 сентября 1939 г. 160[уточнить] «Веллингтонов» состояло на вооружении десяти эскадрилий Королевских ВВС в Европе. Первый боевой вылет «Веллингтоны» совершили на второй день объявленной войны — 4 сентября 14 самолётов модификации Мк I 9-й и 149-й эскадрилий совместно с 15 «Бленимами» бомбили германские корабли на базе в Брунсбюттеле, потерянные во время налёта пять «Веллингтонов» стали первыми сбитыми самолётами на Западном Фронте. Во время Странной войны бомбардировке подвергались только корабли, экипажам было запрещено сбрасывать бомбы на наземные цели на территории Германии, первый удар по береговым сооружениям был нанесен лишь в марте 1940 г.
18 декабря во время налёта на корабли в Вильгельмсхафене, истребители люфтваффе сбили 10 из 22 «Веллингтонов» 9-й, 37-й и 149-й эскадрилий участвующих в налёте, ещё 3 самолёта дотянули до Англии, но были сильно повреждены и не подлежали восстановлению. Этот эпизод окончательно показал уязвимость бомбардировщиков при встрече с истребителями во время дневных налётов, что вынудило использовать «Веллингтоны», «Хемпдены» и «Уитли» только для ночных налётов. С тех пор на протяжении 5-и лет до окончания войны натиск английских ночных атак на Германию постоянно усиливался, основная нагрузка при этом до появления тяжёлых четырёхмоторных бомбардировщиков легла на довоенные двухмоторные самолёты. Опыт показал, что «Веллингтон» оказался лучшим из них, он был быстроходнее чем «Уитли» и обладал большей дальностью при равной бомбовой нагрузке, чем «Хемпден», что вызвало рост заказов промышленности на «Веллингтоны».
С окончанием Странной войны 10 мая 1940 г. Бомбардировочное Командование начало неограниченные боевые действия с полным напряжением сил. В самый разгар Битвы за Британию, в ночь на 26 августа 14 «Уитли», 12 «Хемпденов» и 9 «Веллингтонов» нанесли первый за время Второй мировой войны бомбовый удар по Берлину (в июне несколько бомб сбросил одиночный французский самолёт). В ночь на 1 апреля 1941 г. впервые применили бомбу калибром 1814 кг, сбросив её на Эмден.
С назначением 23 февраля 1942 г. Артура Харриса главой Бомбардировочного Командования, на «Веллингтоны» легла основная тяжесть кампании против промышленных центров и городов в западной и северо-западной части Германии. В первом «рейде тысячи бомбардировщиков» на Кёльн 30—31 мая 1942 года из 1047 участвовавших самолётов, 602 были «Веллингтонами».
С массовым появлением в строевых частях тяжелых четырёхмоторных бомбардировщиков «Стирлингов», «Галифаксов» и «Ланкастеров», боевое значение «Веллингтонов» стало снижаться и в ночь на 9 октября 1943 года они завершили свой последний боевой вылет в Западной Европе, но продолжали нести свою службу бомбардировщика на других театрах военных действий.
С вступлением в 1940 году в войну Италии, «Веллингтоны» базировавшиеся в Египте и на Мальте использовались против итальянских кораблей и в боевых действиях в Северной Африке. Последний вылет «Веллингтоны» в Средиземноморье совершили 13 марта 1944 г.
После японского нападения на Пёрл-Харбор «Веллингтоны» поступили на вооружение 99-й и 214-й эскадрилий, базировавшихся в Индии, в составе которых успешно воевали до конца 1944 г.
«Веллингтоны» Бомбардировочного Командования совершили 47 409 боевых вылетов, сбросив 41 823 тонны бомб и потеряв 1332 самолёта.
Первым «Веллингтоном» Берегового Командования в феврале 1940 года Веллингтон DWI Mark I, предназначенный для траления неконтактных магнитных мин. Кроме службы в Великобритании, несколько таких самолётов служили на Ближнем Востоке, где тралили порты Средиземноморья и Суэцкий канал.
Важную роль в битве за Атлантику сыграли специально построенные противолодочные модификации «Веллингтона», одержавшие свою первую победу 6 июля 1942 года.
Специально переоборудованные «Веллингтоны» 192-й эскадрильи использовались с конца 1944 года в качестве самолёта ДЛРО для наведения перехватчиков «Москито» на действующие с аэродромов в Голландии Хейнкели-111, носителей летающих бомб Фау-1.
Кроме этого, «Веллингтоны» использовались в качестве транспортных и учебных самолётов вплоть до 1947 года французскими ВВС и до 1953 года — британскими, постепенно замененные «Виккерс Варсити» и «Виккерс Валеттами».

## Сохранившиеся самолёты

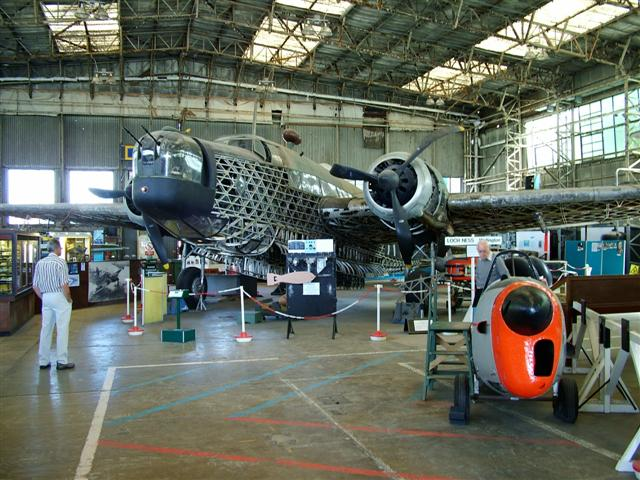
Виккерс Веллингтон IA N2980 в музее в Брукландсе

Сохранилось два самолёта «Виккерс Веллингтон», оба находятся в Великобритании.
- Виккерс Веллингтон Mk IA, серийный номер N2980, в экспозиции Брукландского музея моторного спорта и авиации в Брукландсе, графство Суррей — У этого самолёта отказали двигатели во время тренировочного полёта в 1940 году и он упал в озеро Лох-Несс. При аварии погиб хвостовой стрелок, чей парашют не раскрылся. В 1985 году самолёт был поднят со дна озера и восстановлен, кроме винтов, оставшимися поврежденными в память о погибшем стрелке.
- Виккерс Веллингтон T Mk X, серийный номер MF628, в экспозиции Музея Королевских ВВС в Лондоне. Был поставлен 11 мая 1944 года во вспомогательное подразделение Королевских ВВС в Дамфрисе как Веллингтон Mk X. В марте 1948 при переделке его в тренировочный вариант T Mk X носовая стрелковая башня была убрана. В музее башня была возвращена для придания самолёту первоначального облика.

## Тактико-технические характеристики Виккерс Веллингтон B Мк IC
Технические характеристики
- Экипаж: 6 человек
- Длина: 19,68 м
- Размах крыла: 26,26 м
- Высота: 5,33 м
- Площадь крыла: 78,04 м²
- Масса пустого: 8 417 кг
- Максимальная взлётная масса: 12 927 кг
- Силовая установка: 2 × радиальный Bristol Pegasus Mk. XVIII
- Мощность двигателей: 2 × 1050 л.с. (2 × 783 кВт)
- Воздушный винт: Де Хевилленд, металлический, изменяемого шага

Лётные характеристики
- Максимальная скорость: 378 км/ч
- Боевой радиус: 2 905 км
- Практический потолок: 5 486 м
- Скороподъёмность: 320 м/мин
- Нагрузка на крыло: 168 кг/м²
- Тяговооружённость: 130 Вт/кг

Вооружение
- Стрелково-пушечное:

6-8 пулеметов .303 Browning
- - 2 в носовой турели (1000 патронов/ствол)
  - 2 в хвостовой турели (2000 патронов/ствол)
  - 2 в боковых окнах (250 патронов/ствол)
- Боевая нагрузка: 2041 кг (4500 lb)
- Бомбы: 18 х 113 кг или 1 х 1814 кг

## Эксплуатанты
Великобритания
- ВВС Великобритании: эскадрильи 7, 8, 9, 12, 14, 15, 24, 69, 37, 38, 39, 40, 57, 69, 70, 75 (новозеландский), 93, 99, 101, 103, 104, 108, 109, 115, 138, 142, 148, 149, 150, 156, 158, 161, 162, 166, 172, 179, 192, 196, 199, 203, 214, 215, 218, 221, 232, 242, 244, 281, 294, 524, 527, 544, 547, 612, 621; учебные авиаотряды No. 1(C), 3(C), 5(C), 6(C), 7(C), 10, 11, 12, 14, 15, 16, 17, 18, 19, 20, 21, 22, 23, 24, 25, 26, 27, 28, 29, 30, 51, 54, 62, 63, 76, 77, 78, 81, 82, 83, 84, 86, 104, 105, 111.
- ВВС Флота Великобритании (Fleet Air Arm): морские эскадрильи 716, 728, 758, 762, 765, 783.

 Канада
- ВВС Канады: эскадрильи 405, 407, 415, 419, 420, 424, 425, 426, 427, 428, 429, 431, 432

 Австралия
- ВВС Австралии: эскадрильи 458, 460, 466

 Новая Зеландия
- Королевские ВВС Новой Зеландии: 30 самолётов Mark I поставлены до войны, из них 18 использовались в Британии для обучения пилотов. В августе 1939 года они были вместе с экипажами зачислены в новый авиаотряд, позже ставший 75-й эскадрильей RNZAF.

 Южно-Африканский Союз
- ВВС ЮАС: эскадрильи 17, 26, 28

 Чехословакия
- ВВС Чехословакии в Великобритании: эскадрилья 311

 Польша
- ВВС Польши в Великобритании: эскадрильи RAF №№ 300, 301, 304, 305

 Свободная Франция
- ВВС "Свободной Франции": эскадрильи RAF 326 и 344

 Франция
- Авиация ВМС Франции: "Flottille 2.F" (бывшая 344-я эскадрилья RAF, 1945 — 1952[1] и "Escadrille 55.S" (1948 — 1952)[2]

 Германия
- Люфтваффе (трофейные): несколько машин в составе 2./Versuchsverband OKL

 Греция
- Королевские ВВС Греции: эскадрильи 13 и 355.

 Португалия
- ВВС Португалии — 1 интернированный самолёт.